# 高松豐次郎
高松豐次郎（1872年—1952年），日本福島縣人，勞工運動家，藝名「吞氣昧三樓」，為臺灣電影史與新劇史上的先驅人物，著有《新大演說集》、《屁股與政治家》、《滑稽百譚》等書，另編有《大家演說集》，錄有伊澤修二、板垣退助、後藤新平等人的演講。

## 生平

### 早年生涯
高松豐次郎年輕時因工作斷臂，且因為當時日本勞工法不周全而未獲賠償，故立志念法律改善勞工制度。高松與日本共產黨創始人片山潛合作，進行「勞動組合期成會」宣傳工作，積極參與左翼勞工運動。
明治三十年（1897年）畢業於明治法律學校（明治大學前身）；而在學期間進入「三遊亭圓遊」門下，並加入「鈴木亭」學習單口相聲與說書等。明治三十三年（1900年）日本實施治警法後，他改用電影來推廣勞工運動。高松購置了電影放映機，以藝名「吞氣樓三味」擔任辯士，利用放映前點瓦斯的四十分鐘空檔隨片解說，進行宣傳演出，令日本當局相當頭痛。

### 前往台灣
為進行殖民地的懷柔教化，內閣總理大臣伊藤博文及後藤新平邀請高松豐次郎前往台灣播放電影，試圖透過電影宣揚現代化價值觀。高松豐次郎於明治三十四年（1901年）首次來臺放映電影，兩年後組織「臺灣同仁社」，並接受愛國婦人會臺灣支部之邀於臺灣各地放映電影。同時接受總督府的委託，拍攝《臺灣實況紹介》。此後十年，高松每年從日本帶來自製的社會諷刺電影，並自歐美、日本購置最新影片，在台灣各地巡迴放映。1909年，高松組成「台灣正劇練習所」，所演劇目有《廖添丁》、《1917周成過臺灣事》、《簡大獅》等等，將民間傳說編入劇本之中，首度將台灣本地語言及風情帶入戲劇領域，為台灣最早的現代劇團。
大正三年（1914年）返回日本競選國會議員，落選後回臺。1916年，高松回到日本期間，台灣愛國婦人會的活動寫真部廢止，將高松遺留的十九種影片及器材，全數轉贈負責推行日本化教育宣傳的台灣教育會。此後台灣官方的影像教育主要推動機構，便由台灣教育會接手。
後於大正七年（1918年）離臺。他在臺灣期間建造了八家電影館，並在離臺前有意進行保存研究電影資料的工作。大正八年（1919年）他成立活動寫真資料研究會，拍攝勞資協調電影。

## 影響
1901年初次來台後，高松豐次郎於1904年底後逐漸將事業重心移往臺灣，並於1908年到1910年間全力推展事業。高松密集地在台灣人口聚居處建造八座戲院，到1915年從台灣淡出時，已為台灣近代娛樂業留下重要的硬體設備。除了劇場建築之外，高松也奠定了台灣最早的電影放映與發行制度。
高松在台期間，不計成本地提供高水平的娛樂節目給在台灣的居民，也為台灣人規劃及製作專門節目，建立戲劇市場的初始規模。除了達成殖民者推廣通俗教化的目標外，使台灣進入多元文化交流的嶄新美學視野中，為台灣電影草創初期，影響最為深遠的奠基人物。

## 建設
高松在台灣留下的劇場建築如下：
- 新竹竹塹俱樂部：落成於1908年7月
- 燈畫館：亦稱「パノラマ館」，落成於1908年10月28日， 後更名為「臺北演藝場」
- 臺南南座：落成於1908年10月
- 嘉義座：落成於1909年3月
- 打狗座：落成於1909年5月
- 阿緱座：亦稱屏東座，落成於1909年6月）
- 臺中座：落成於1909年10月
- 基隆座：落成於1909年9月
- 活動館：亦稱活動寫真常設館，落成於1910年10月
- 臺北朝日座：落成於1910年12月
- 鳳山座：落成於1910年12月